# حازم الشعلان
حازم الشعلان من مواليد محافظة القادسية في عام 1947، هو وزير سابق من الشخصيات السياسية في العراق، حاصل على درجة الماجستير في إدارة الأعمال من المملكة المتحدة. غادر الشعلان العراق مرغما أيام الحكم السابق وعاد في يونيو/حزيران 2003 حيث عمل محافظا لمحافظة القادسية.
تولى منصب وزير الدفاع في الحكومة العراقية المؤقتة، واتهم أثناء توليه المنصب بعمليات اختلاس في ميزانية الوزارة لضلوعه في صفقة شراء أسلحة فاسدة وهو الاتهام الذي نفاه الشعلان بشدة. غادر الشعلان العراق إلى الأردن وأصدرت لجنة مكافحة الفساد في الحكومة العراقية الانتقالية مذكرة اعتقال بحقه إلا أنه كان خارج العراق في ذلك الفترة وفي أيار/مايو من عام 2007 صدر بحقه حكم غيابي بالسجن 7 سنوات فيما يخص نفس القضية.
وفي العام 2008، أصدر القضاء بحقه البراءة لعدم ثبوت الأدلة، كما شمل أيضا بقانون العفو العام فيما يخص نفس القضية.

## اقرأ أيضاً
- الحكومة العراقية المؤقتة